# 베로니크 주네스
베로니크 주네스(Véronique Genest, 1956년 6월 26일 ~ )는 프랑스의 배우, 영화 프로듀서이다.

## 출연 작품
- 죄와 사랑 (1985)
- 절반의 비밀 (1984)
- 바실레우스 쿼터 (1983)
- 모파상 (1982, Guy de Maupassant)